# Teseo
Teseo (HWV 9) ist eine Oper (Dramma tragico) in fünf Akten von Georg Friedrich Händel.

## Entstehung
Teseo ist nach Rinaldo und Il pastor fido Händels dritte Oper für London. Er begann mit der Komposition nur kurze Zeit nach der Fertigstellung von Il pastor fido, aber noch vor dessen Uraufführung. Am 19. Dezember 1712 stellte er die Partitur fertig, wie er in seinem Autograph notierte: „Fine del | Drama | G F H | à Londres | ce 19 de Decembr | 1712“. Die Uraufführung fand am 10. Januar 1713 im Queen’s Theatre statt.
Besetzung der Uraufführung:
- Teseo – Valeriano Pellegrini, genannt „Valeriano“ (Sopran-Kastrat)
- Agilea – Margherita de L’Épine, genannt „La Margherita“ (Sopran)
- Egeo – Valentino Urbani, genannt „Valentini“ (Alt-Kastrat)
- Medea – Elisabetta Pilotti-Schiavonetti (Sopran)
- Clizia – Maria Gallia-Saggione (Sopran)
- Arcane – Jane Barbier (Alt)
- Priester der Minerva – Richard Leveridge (Bass)
- Fedra – unbekannt

## Libretto
Die Oper stellt die erstmalige Zusammenarbeit mit dem Musiker und Dichter Nicola Francesco Haym dar. Dieser bediente sich für das Libretto einer französischen Vorlage, die Philippe Quinault 1675 für Jean-Baptiste Lully geschrieben hatte: Thésée. Die Übernahme der Struktur dieser Tragédie lyrique brachte es mit sich, dass Teseo Händels einzige Oper mit fünf Akten ist. Da Haym in der von ihm unterzeichneten Widmungsvorrede das Textbuch dem Earl of Burlington zueignete, ist anzunehmen, dass Händel die Oper auch in Burlington House komponierte, wo er sich in den Jahren 1713 bis 1715 mehrfach aufhielt.

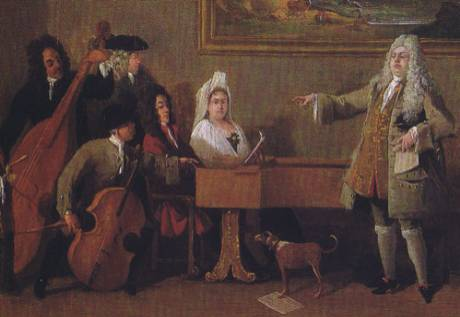
Opernprobe im Queen’s Theatre in London mit dem Dichter des Teseo Haym am Cembalo

Während der Monate Januar und Februar 1713 bestimmte Teseo vorwiegend den Spielplan des Haymarket-Theaters, nicht zuletzt wegen der neuen Kostüme, Dekorationen und Maschinen, die eigens für diese Inszenierung angefertigt worden waren. Doch während die Oper vor ausverkauftem Haus gespielt wurde, kam es, wie die fälschlicherweise Francis Colman zugeschriebene Opernchronik am 15. Januar 1713 berichtet, hinter den Kulissen zu einer schweren Krise:

“Mr O. Swiny ye Manager of ye Theatre was now setting out a new opera, Heroick. all ye Habits new & richer than ye former with 4 New Scenes, & other Decorations & Machines. ye Tragick Opera was called Theseus, ye musick composed by Mr Hendel. Maestro di Capella di S.A.E. D’Hannover. […] ye Opera being thus prepared Mr Swiny would have got a Subscription for Six times, but could not. – he then did give out Tickets at half a Guinea each, for Two Nights ye Boxes lay’d open to ye Pit. ye House was very full these two Nights […] after these Two nights Mr Swiny Brakes & runs away & leaves ye Singers unpaid ye Scenes & Habits also unpaid for. The Singers were in Some confusion but at last concluded to go on with ye opera’s on their own accounts. & devide ye Gain amongst them.”

„Mr. O. Swiney, der Theaterdirektor, plante nun eine neue Oper, heroisch, alle Kostüme neu und prunkvoller als die vorherigen, mit 4 neuen Bühnenbildern und anderen Dekorationen und Maschinen. Der Titel dieser tragischen Oper war Theseus. Die Musik hatte Händel komponiert. Maestro di Capella di S.A.E. D’Hannover. […] Nachdem die Oper so vorbereitet war, wollte Swiney Subskriptionen für sechs Abende verkaufen, was ihm aber nicht gelang. Dann verkaufte er seine Eintrittskarten zu je einer halben Guinee, zwei Abende lang standen die Logen bis zum Parterre allen Zuschauern offen, das Haus war an diesen beiden Abenden sehr gut besucht […] Nach diesen beiden Abenden machte sich Swiney davon und ließ die Sänger zurück, ohne auch nur die Bühnenbilder und Kostüme bezahlt zu haben. Die Sänger gerieten in einige Verwirrung, beschlossen jedoch zuletzt, die Opern selbständig weiterzuführen und den Gewinn unter sich zu verteilen.“

Nach Swineys Flucht mit den Einnahmen zweier Vorstellungen nach Italien wurde Johann Jacob Heidegger kaufmännischer Direktor des Queen’s Theatre, was ihm sehr behilflich dabei war, seinen Stand als Impresario in London zu etablieren: er sollte danach dreißig Jahre lang ein führender Opernunternehmer an der Themse bleiben, zwischen 1719 und 1728 als Händels Geschäftspartner in der Funktion des Direktors der Royal Academy of Music.
Nach 13 Vorstellungen war dann die letzte Aufführung zu Händels Lebzeiten am 16. Mai 1713 eine Benefizvorstellung für den Komponisten, der sich dabei wieder als Cembalo-Solist hören ließ.
Ihre Wiedergeburt erlebte Teseo am 29. Juni 1947 bei den Göttinger Händel-Festspielen, es spielte das Städtische Orchester Göttingen unter Leitung von Fritz Lehmann. Eine deutsche Textfassung hatte Emilie Dahnk-Baroffio erstellt. Die erste Aufführung des Stückes in historischer Aufführungspraxis sah man in Boston (USA) am 30. Mai 1985 mit dem Boston Early Music Festival Orchestra unter der Leitung von Nicholas McGegan.

## Handlung

### Historischer und literarischer Hintergrund
Der mythologische Inhalt der Oper folgt den Traditionen der Tragédie lyrique. Anders als in den italienischen Opern der Zeit, die heroische und historische Stoffe bevorzugten, blieben diese Sujets in der französischen Oper noch bis zur Revolution vorherrschend. Quinault entnahm die Geschichte der Biografie des Theseus aus Plutarchs Bíoi parálleloi (Parallele Lebensbeschreibungen) sowie der entsprechenden Episode aus dem 7. Buch von Ovids Metamorphosen.
Plutarch selbst bezieht sich auf eine Überlieferung, nach der Theseus sich in Naxos von Ariadne trennte, weil sie zum einen Dionysos im Olymp versprochen worden war, zum anderen, weil Theseus sich in Aigle, die Tochter des Panopeus, verliebt hatte.

### Erster Akt
Agilea liebt Teseo und zeigt sich ihrer Vertrauten gegenüber besorgt um das Schicksal des Helden, der mit den Athenern in den Kampf gezogen ist.
Arcane liebt Clizia, die ihm verspricht, seine Liebe bald zu belohnen.
Das Kriegsglück ist auf Seiten der Athener: König Egeo, der geschworen hatte, die Zauberin Medea zu seiner Gemahlin zu machen, gibt bekannt, dass Agilea Königin werden soll. Die verzweifelte Agilea bekennt ihre Liebe zu Teseo und ihre Verpflichtung für ein königliches Los.

### Zweiter Akt
Im Palast besingt Medea ihr Unglück: Der Liebesgott lässt sie keine Ruhe im Leben finden. Egeo tritt mit seinem Gefolge auf. Er eröffnet Medea, dass er nach langem Aufschub ihrer beiderseitigen Vermählung ihr seinen Sohn zum Gemahl bestimmt habe.
Arcane gibt dem König zu bedenken, dass der mit Siegesruhm bekränzt heimkehrende Teseo ihm den Thron streitig machen könnte. Der gefeierte Held Teseo schickt sich an, dem Herrscher einen Besuch abzustatten. Medea warnt ihn: Egeo verdächtigt ihn des Verrats. Nur sie könne den Zorn des Königs besänftigen. Teseo legt sein Schicksal in die Hände der Zauberin: Als diese allein ist, besingt sie ihre Eifersucht und ihren Hass.

### Dritter Akt
Arcane bittet den König um die Hand der Clizia. Agileas Zofe meldet ihrer Herrin die Ankunft Teseos. Der Held erscheint und besingt das Glück, seine Geliebte wiederzusehen. Doch der vom König ausgesandte Arcane verkündigt die bevorstehende Vermählung Agileas und Egeos. Medea kommt hinzu und droht dem jungen Mädchen. Durch Zauberkünste verwandelt sie die Bühne in eine von Ungeheuern bevölkerte grauenvolle Wüste. Die Dämonen entführen Agilea.

### Vierter Akt
Arcane unterrichtet den König von Medeas bösem Zauber. Egeo schwört, sich zu rächen. Medea bedrängt Agilea, sich dem Wunsch des Königs zu fügen, doch diese will lieber den Tod erleiden, als auf ihre Liebe zu verzichten. Medea lässt daraufhin den in einen tiefen Schlaf gesunkenen Teseo von Geistern herbeibringen und beschließt, dass der Held eher sterben als ihrer Rivalin gehören soll. Agilea ergibt sich: Sie will dem König ihre Hand reichen, um den Geliebten zu retten. Medea gebietet den Dämonen, sich zu entfernen, und verwandelt die Bühne in eine Zauberinsel. Sie berührt Teseo mit ihrem Zauberstab, dieser vernimmt aus Agileas Mund, dass ihre Liebe zu ihm erloschen ist, doch ihre Tränen verraten ihre wahren Gefühle. Die Zauberin erscheint wieder:
Offensichtlich gerührt durch die tiefe Neigung Teseos zu Agilea, gibt sie ihre Absicht kund, ihn, den sie liebt, glücklich zu machen, während die beiden Liebenden ihr Glück besingen.

### Fünfter Akt
Von Eifersucht gequält, sinnt Medea auf Rache: Sie ist entschlossen, Teseo zu töten, und übergibt dem König einen Becher mit Gift.
Begleitet von dem Hochzeitszug, treten die beiden Verlobten auf. Der König erklärt sich bereit, allen Hader zu vergessen und auf die Versöhnung zu trinken. Bevor Teseo den Becher an den Mund hebt, schwört er bei seinem Schwerte dem König Treue und Ergebenheit. Dieser erkennt in dem Schwert die Waffe, die er einst seinem Sohn als Erkennungszeichen überreicht hatte. Er reißt Teseo den Becher aus der Hand und gesteht das Verbrechen, das er im Begriff war zu begehen. Medea flieht. Der König besiegelt den Bund der beiden Liebenden und gibt auch Clizia und Arcane seinen Segen. Auf einem mit Drachen bespannten Wagen erscheint Medea und schickt sich an, den Palast in Brand zu setzen. Doch das Eingreifen Minervas rettet die Anwesenden vor den Flammen. Der Schlusschor besingt die wiedergewonnene Eintracht.

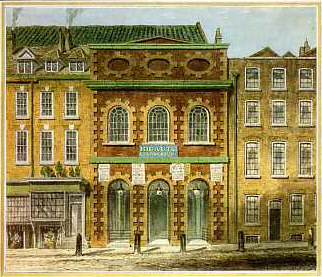
Das Queen’s (ab 1714 King’s) Theatre am Haymarket in London, Händels künstlerische Heimstatt von 1711 bis 1734. Es wurde 1705 eröffnet und brannte 1789 völlig ab.

## Musik
Die Musik zu Teseo ist als Autograph nur stark fragmentarisch erhalten. Zum Glück gibt es aber in der Barrett-Lennard-Collection eine von Händel für die Aufführungen benutzte Abschrift.
Die Oper beginnt mit einer Ouvertüre in französischem Stil. Es folgen dann 40 Musiknummern, von denen 29 Arien, vier Duette, zwei Chöre und fünf Accompagnato-Rezitative sind. Charles Burney berichtet über die Kraft von Händels Accompagnato-Rezitativ,

“[…] in which the wild and savage fury of the enraged sorceress, Medea, and her incantations, are admirably painted by the instruments.”

„[…] in welchem die wilde, ungebändigte Wut der rasenden Zauberin, Medea, und ihre Beschwörungen durch die Instrumente erstaunlich deutlich dargestellt werden.“

In der Person der von Leidenschaft ergriffenen Zauberin Medea zeigt Händel erstmals seine Meisterschaft im Zeichnen von Charakterfiguren. Charles Burney ist über die Oper voll des Lobes, bemerkt nur, dass sie noch besser hätte werden können, wenn Händel bessere Sänger zur Verfügung gehabt hätte. Er wundert sich, dass die Oper nicht gedruckt wurde, weil sie doch so viele schöne Arien, Einfälle, gar Geniestreiche enthält.

## Struktur der Oper

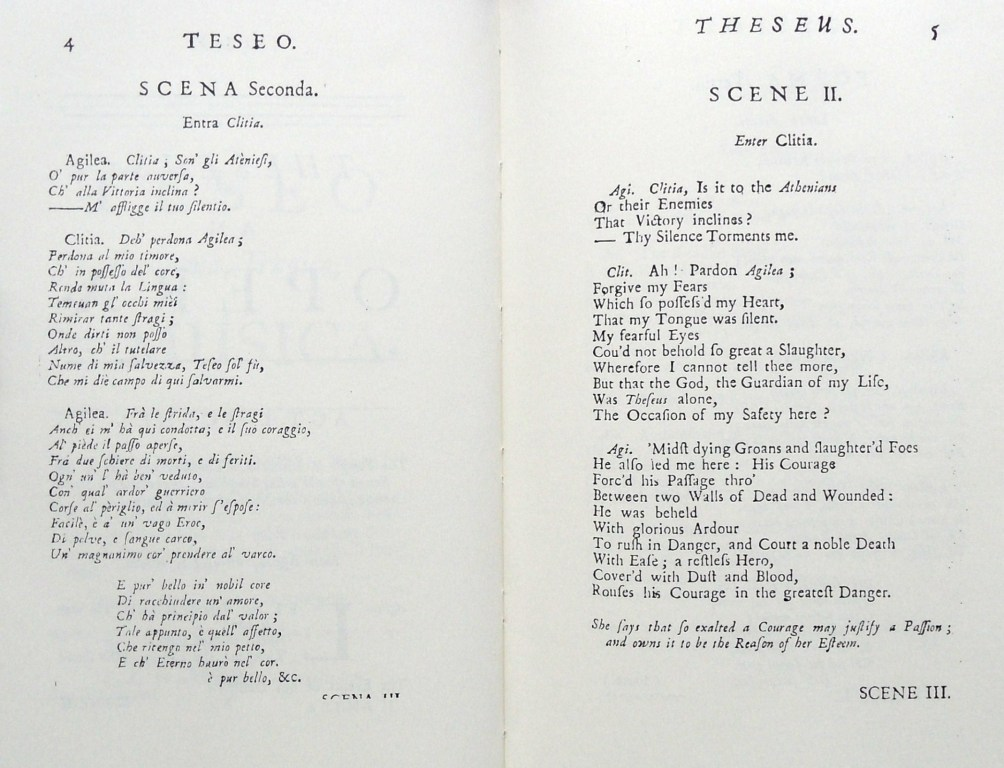
Londoner Textbuch 1713, Beginn der zweiten Szene des ersten Aktes.

Ouverture

### Erster Akt
| Scena I   | Recitativo. Agilea Sia qual’ vuole il mio fato                                      |
| Scena II  | Recitativo. Agilea, Clizia Clizia, son gli Ateniesi                                 |
|           | 1. Aria. Agilea (Ob, Str, BC) È pur bello, in nobil core                            |
| Scena III | Recitativo. Agilea, Arcane Ora svelaci Arcane                                       |
|           | 2. Aria. Agilea (2 Ob, Str, BC) Deh serbate, o giusti Dei, quella vita per cui vivo |
| Scena IV  | Recitativo. Clizia, Arcane Parte Agilea per venerar la Dea                          |
|           | 3. Aria. Clizia (2 Vl, BC) Ti credo, sì, ben mio                                    |
|           | Recitativo. Arcane, Clizia Comanda dunque, o bella                                  |
|           | 4. Aria. Arcane (Vc, BC) Ah! cruda gelosia                                          |
|           | Recitativo. Clizia, Arcane Dunque all’affetto mio                                   |
|           | 5. Duetto. Clizia, Arcane (Str, BC) Addio, mio caro bene                            |
| Scena V   | 6. Aria. Egeo (2 Vl, BC) Serenatevi, oh luci belle                                  |
|           | Recitativo. Egeo, Agilea Or ch'affermato ho il soglio                               |
|           | 7. Aria. Egeo (2 Vl, BC) Ricordati, o bella                                         |
| Scena VI  | Recitativo. Agilea Ah, che sol per Teseo arde quest’alma                            |
|           | 8. Aria. Agilea (2 Ob, Str, BC) M’adora l’idol mio                                  |

### Zweiter Akt
| Scena I   | 9. Arioso e Recitativo. Medea (Ob, Str, BC) Dolce riposo, ed innocente pace |
|           | Recitativo. Medea L’infelice Medea                                          |
|           | 10. Aria. Medea (2 Vl, BC) Quell’amor ch’è nato à forza                     |
| Scena II  | Recitativo. Egeo, Medea Delle armi nostre                                   |
|           | 11. Duetto Medea, Egeo (2 Ob, Str, BC) Sì, ti lascio, altro amore io chiudo |
| Scena III | Recitativo. Arcane, Egeo Sire, tutto è periglio                             |
| Scena IV  | 12. Coro. (2 Trp, 2 Ob, Str, BC) Ogn’uno acclami il nostro Alcide           |
|           | Recitativo. Teseo Amici, a bastanza mostraste il vostro affetto             |
| Scena V   | Recitativo. Medea, Teseo Teseo, dove te n’vai?                              |
|           | 13. Aria. Teseo (BC) Quanto ch’a me sian care le luci del mio bene          |
|           | Recitativo. Medea, Teseo Ai vostri amori, temo qualche fatal incontro       |
|           | 14. Aria. Teseo (2 Vl, BC) Non so più che bramar                            |
| Scena VI  | 15. Recitativo accompagnato. Medea (Str, BC) Ira, sdegni, e furore          |
|           | 16. Aria. Medea (Str, BC) O stringerò nel sen                               |

### Dritter Akt
| Scena I   | 17. Aria. Arcane (2 BlFl, Str, BC) Le lucidel mio bene                               |
|           | Recitativo. Arcane, Clizia Opportuna qui giunge                                      |
|           | 18. Aria. Clizia (Vc, BC) Risplendete, amiche stelle                                 |
|           | Recitativo. Arcane, Clizia Perdona omai, perdona                                     |
|           | 19. Aria. Arcane (BlFl, 2 Vl, BC) Più non cerca libertà                              |
| Scena II  | Recitativo. Clizia, Agilea Quivi sarà fra poco Teseo                                 |
|           | 20. Aria. Agilea (2 Fg, Str, BC) Vieni, torna, idolo mio                             |
|           | Recitativo. Clizia Teseo qui giunge                                                  |
| Scena III | Recitativo. Teseo, Agilea Pur ti riveggio al fine                                    |
|           | 21. Aria. Teseo (2 Ob, 2 Vl, BC) S’armi il fato, s’armi amore                        |
| Scena IV  | Recitativo. Arcane, Agilea, Clizia Egeo di qui venir m’impose                        |
| Scena V   | Recitativo. Medea, Agilea Tu ben sai, principessa, quant’è grave il mio sdegno       |
| Scena VI  | 22. Recitativo accompagnato. Agilea, Clizia, Arcane (Str, BC) Numi, chi ci soccorre? |
|           | Recitativo. Clizia, Arcane, Medea Deh, dammi aita, Arcane                            |
|           | 23. Recitativo accompagnato. Medea (Str, BC) Ombre, sortite dall’eterna notte        |
|           | Recitativo. Agilea O ciel, che mai sara?                                             |
|           | 24. Aria. Medea (2 Ob, Str, BC) Sibilando, ululando, fulminate, la rival             |

### Vierter Akt
| Scena I    | Recitativo. Arcane, Egeo Sire, come imponesti                                   |
|            | 25. Aria. Egeo (2 Vl, BC) Voglio stragi, e voglio morte                         |
| Scena II   | Recitativo. Arcane Amor per Agilea                                              |
|            | 26. Aria. Arcane (2 Ob, Str, BC) Benchè tuoni e l’etra avvampi                  |
| Scena III  | Recitativo. Agilea, Medea Cruda, ed ancor non vuoi                              |
| Scena IV   | Recitativo. Agilea Che mai veggio, oh Dio!                                      |
|            | 27. Aria. Agilea (2 Fl, Str, BC) Deh! v’aprite, o luci belle                    |
|            | Recitativo. Medea E ancor su’ gli occhi miei                                    |
|            | 28. Aria. Medea (2 Ob, Str, BC) Dal cupo baratro venite, oh furie               |
| Scena V    | Recitativo. Agilea, Medea S’arma contro di me tutto l’inferno?                  |
| Scena VI   | 29. Aria. Teseo (Ob, Str, BC) Chi ritorna alla mia mente la perduta rimembranza |
|            | Recitativo. Medea, Teseo Mira qual cura prendo                                  |
| Scena VII  | Recitativo. Teseo, Agilea Agilea più non m’ama!                                 |
|            | 30. Aria. Teseo (2 Vl, BC) Qual tigre o qual megera                             |
|            | Recitativo. Teseo, Agilea Tu piangi, e a me l’ascondi?                          |
|            | 31. Aria. Agilea (BC) Amarti sì vorrei                                          |
| Scena VIII | Recitativo. Medea, Agilea, Teseo Non vi lagnate più                             |
| Scena IX   | Recitativo. Teseo, Agilea Chi di mi più beato?                                  |
|            | 32. Duetto. Teseo, Agilea (Str, BC) Cara / caro, ti dono in pegno il cor        |

### Fünfter Akt
| Scena I   | Recitativo. Medea Dunque per vendicarmi                                      |
|           | 33. Aria. Medea (Ob, Str, BC) Morirò, ma venticata                           |
| Scena II  | Recitativo. Medea Scopri i, ma non veduta l’ascosa fiamma                    |
| Scena III | Recitativo. Medea, Egeo Questo vaso, che miri                                |
|           | 34. Aria. Egeo (2 Ob, Str, BC) Non è da re quel cor                          |
|           | Recitativo. Medea, Egeo Ma de’ popoli l'odio avrà quel figlio                |
| Scena IV  | 35. Aria. Teseo (2 Vl, BC) Tengo in pugno l’idol mio                         |
|           | Recitativo. Teseo, Egeo Sire, a piedi tuoi Teseo s’inchina                   |
|           | 36. Recitativo accompagnato. Teseo (Str, BC) Giuro per questo acciaro        |
| Scena V   | Recitativo. Egeo Che miro, o Ciel!                                           |
|           | Recitativo. Arcane, Egeo, Agilea, Teseo Ah! perfida Medea!                   |
|           | 37. Aria. Agilea (Ob, Str, BC) Sì, sì, t’amo, oh caro                        |
|           | Recitativo. Arcane, Egeo, Agilea, Clizia Signore, in questo giorno           |
|           | 38. Duetto. Clizia, Arcane (2 Ob, Str, BC) Unito a un puro affetto           |
| Scena VI  | Recitativo. Medea Essenti dal mio sdegno ancor non siete                     |
| Scena VII | Recitativo. Agilea, Clizia, Egeo, Teseo, Arcane Soccorreteci o Numi!         |
|           | 39. Recitativo accompagnato. Minerva (2 Ob, Str, BC) Il ciel già si compiace |
|           | 40. Coro. (2 Trp, 2 Ob, Str, BC) Goda ogn’ alma in sì bel giorno             |

## Arien- und Duettverteilung
| Rolle  | Erster Akt | Zweiter Akt | Dritter Akt | Vierter Akt | Fünfter Akt | Gesamt            |
| ------ | ---------- | ----------- | ----------- | ----------- | ----------- | ----------------- |
| Teseo  | 0          | 1           | 1           | 3           | 1           | 5 Arien, 1 Duett  |
| Agilea | 3          | 0           | 1           | 3           | 0           | 6 Arien, 1 Duett  |
| Egeo   | 2          | 1           | 0           | 1           | 1           | 4 Arien, 1 Duett  |
| Medea  | 0          | 4           | 1           | 1           | 1           | 6 Arien, 1 Duett  |
| Clizia | 2          | 0           | 1           | 0           | 1           | 2 Arien, 2 Duette |
| Arcane | 2          | 0           | 1           | 1           | 1           | 4 Arien, 2 Duette |

## Orchester
Zwei Blockflöten, zwei Traversflöten, zwei Oboen, zwei Fagotte, zwei Trompeten, Streicher, Basso continuo (Violoncello, Laute, Cembalo).

## Diskografie
- Erato 2292 45806-2 (1992): Eirian James (Teseo), Julia Gooding (Agilea), Derek Lee Ragin (Egeo), Della Jones (Medea), Catherine Napoli (Clizia), Jeffrey Gall (Arcane); François Basola (Minister)
 Les Musiciens du Louvre; Dir. Marc Minkowski (149 min)
- Arthaus 100708 (DVD) (2004): Jacek Laszczkowski (Teseo), Sharon Rostorf-Zamir (Agilea), Johnny Maldonado (Egeo), Maria Riccarda Wesseling (Medea), Miriam Meyer (Clizia), Thomas Diestler (Arcane); Mathias Ott (Minister)
 Chor der Martin-Luther-Universität Halle; Lautten Compagney Berlin; Dir. Wolfgang Katschner (170 min)
- Carus 83.437 (2009): Franco Fagioli (Teseo), Jutta Böhnert (Agilea), Kai Wessel (Egeo), Helene Schneiderman (Medea), Olga Polyakova (Clizia), Matthias Rexroth (Arcane)
 Staatsorchester Stuttgart; Dir. Konrad Junghänel (159 min)